# Mills Building (Nueva York)
El Mills Building era una estructura de 10 pisos que se ubicaba en 15 Broad Street y Exchange Place en Manhattan (Estados Unidos). Tenía una extensión en forma de L hasta 35 Wall Street. Envolvía el edificio JP Morgan & Company en 23 Wall Street, en la esquina de Broad Street y Wall Street. Fue diseñado por George B. Post.
D. O. Mills, un banquero de San Francisco, era dueño de la propiedad. Mills construyó una casa palaciega en la ciudad de Nueva York, mientras mantenía una villa en Millbrae.

## Construcción
El edificio Mills se completó en 1882. Se derribaron pilotes de madera para sostener el edificio hasta que se descubrió que era demasiado pesado para los cimientos. Descansó sobre suelo arenoso y la estructura comenzó a asentarse. Se derribaron soportes adicionales después de que se descubrió un medio para hacerlo. Esto se realizó sin que el edificio tuviera que ser derribado. Finalmente se logró una cimentación segura, aunque diferente a una compuesta de lecho rocoso. En el futuro, esto se conseguiría empleando cimentaciones de cajones.
En 1908, había planes para reemplazar el Mills Building con un rascacielos de 304,8 m , que sería el edificio más alto del mundo.

## Arrendamiento de JP Morgan & Company
A partir de 1920, el Mills Building se arrendó por 84 años por 27,3 millones de dólares a JP Morgan & Company. El alquiler de la estructura se fijó en 300 000 dólares durante los primeros 42 años, para aumentar 350 000 dólares en 1962. El contrato de arrendamiento especificaba que se debía erigir un edificio de al menos 25 pisos en el sitio del Mills Building antes del 1 de mayo de 1928. El negocio bancario tenía planes elaborados por Trowbridge & Livingston para un edificio de 33 pisos que habría costado 8 millones de dólares para construir.
En enero de 1925, Equitable Trust adquirió el contrato de arrendamiento de Mills Building. La firma construyó el 15 Broad Street de 43 pisos en el sitio entre 1926 y 1928.